# Attilan
Attilan è una città immaginaria creata nell'universo dei Marvel Comics come base operativa e patria degli Inumani. È stata citata per la prima volta nel 1941 in Tuk the Caveboy, realizzato da Jack Kirby e incluso in Captain America Comics n. 1.
Nel corso delle avventure ha subito vari eventi, come la miniaturizzazione, l'intrappolamento nella Zona negativa e il trasferimento sulla Luna, nella Zona blu. Al momento Attilan è distrutta e i suoi resti si trovano nel porto di New York.

## Storia
Attilan è la casa ancestrale degli Inumani, una ramo molto avanzato della razza umana. Circa 7000 anni fa, gli Inumani si stancarono dei secoli di persecuzioni da parte della razza progenitrice e decisero di creare un luogo che fungesse da rifugio per la loro razza. Sotto la guida di Re Myran, gli Inumani scelsero come luogo per la loro città una piccola isola nel nord dell'Oceano Atlantico, che si trovava a circa 320 chilometri a sud ovest dell'Islanda. La città, che aveva avuto bisogno di diversi decenni per essere completata, fu nominata Attilan, un nome derivato da Atlantide, l'ex apice della civiltà sulla Terra che era scomparsa sotto il mare circa tre millenni prima. Attilan è stata l'unico centro della popolazione Inumana da allora.
Per millenni, Attilan rimase isolata dal contatto con l'umanità tradizionale fatta eccezione per un incontro occasionale con un veliero greco o vichingo sperduto. Infine, a metà del XX secolo, con l'avvento delle navi a vapore e aerei, gli Inumani cominciarono a temere la scoperta da parte del genere umano. Quando uno dei suoi abitanti fu catturato dagli esseri umani, il giovane re Freccia Nera stabilì che gli Inumani dovevano spostare la loro civiltà in un luogo più sicuro. Grazie all'impiego di generatori di anti-gravità, gli Inumani trasferirono la loro intera città e le sue fondamenta in un unico blocco. Il nuovo sito di Attilan, una valle nascosta nella catena himalayana in Cina,fu scavato dagli Eterni, un altro ramo dell'umanità. Il sito himalayano di Attilan divenne noto come "il Grande Rifugio." L'Himalaya non ha dimostrato di essere abbastanza remota per consentire agli Inumani di mantenere il loro segreto e ben presto l'esistenza degli Inumani è diventata nota a molti governi del mondo esterno, anche se non al pubblico generale. Intanto, sull'Himalaya, la città di Attilan è stata accidentalmente distrutta da Freccia Nera ed è stata ampiamente riprogettata e ricostruita.
Attilan è stata trasferita ancora una volta, questa volta per sfuggire agli effetti dell'inquinamento terrestre e delle malattie, nella "Zona Blu" della Luna, immersa tra le rovine di una antica città costruita dagli alieni Kree la cui tecnologia ha creato la "Zona Blu", una zona dove l'atmosfera viene creata artificialmente. Alla fine viene di nuovo spostata sulla Terra e di nuovo spostata nella "Zona Blu" della Luna, con il permesso di Uatu l'Osservatore.
Dopo la cattura di Freccia Nera e un attacco da parte degli Skrull, una macchina sviluppata da Maximus è stata utilizzata per inviare Attilan nello spazio, alimentata dalle parole di Freccia Nera. Una volta nello spazio, gli Inumani hanno distrutto numerose navi Skrull in fuga prima di arrivare a Hala. Lì  è stato lanciato un assalto, portando Freccia Nera ad essere dichiarato sovrano dei Kree. Attilan poi è stata spostata ad Hala, in bilico sopra la capitale della città Kree.
Attilan infine è stata spostata su New York City ed è stata distrutta durante l'invasione sulla Terra di Thanos alla ricerca del suo figlio Inumano segreto.In quel frangente Freccia Nera ha scatenato un potente attacco a Thanos e ha distrutto la propria città durante l'attacco.
Le rovine sono state ribasate in New Attilan che si trova nel porto di New York.